# Vashon

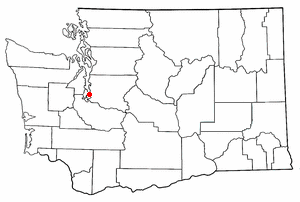
Lage von Vashon Island im Bundesstaat

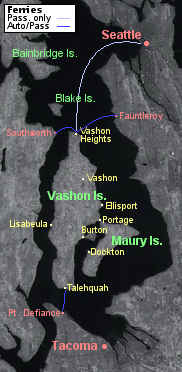
Detaillierte Karte der Insel inklusive der Fährverbindungen

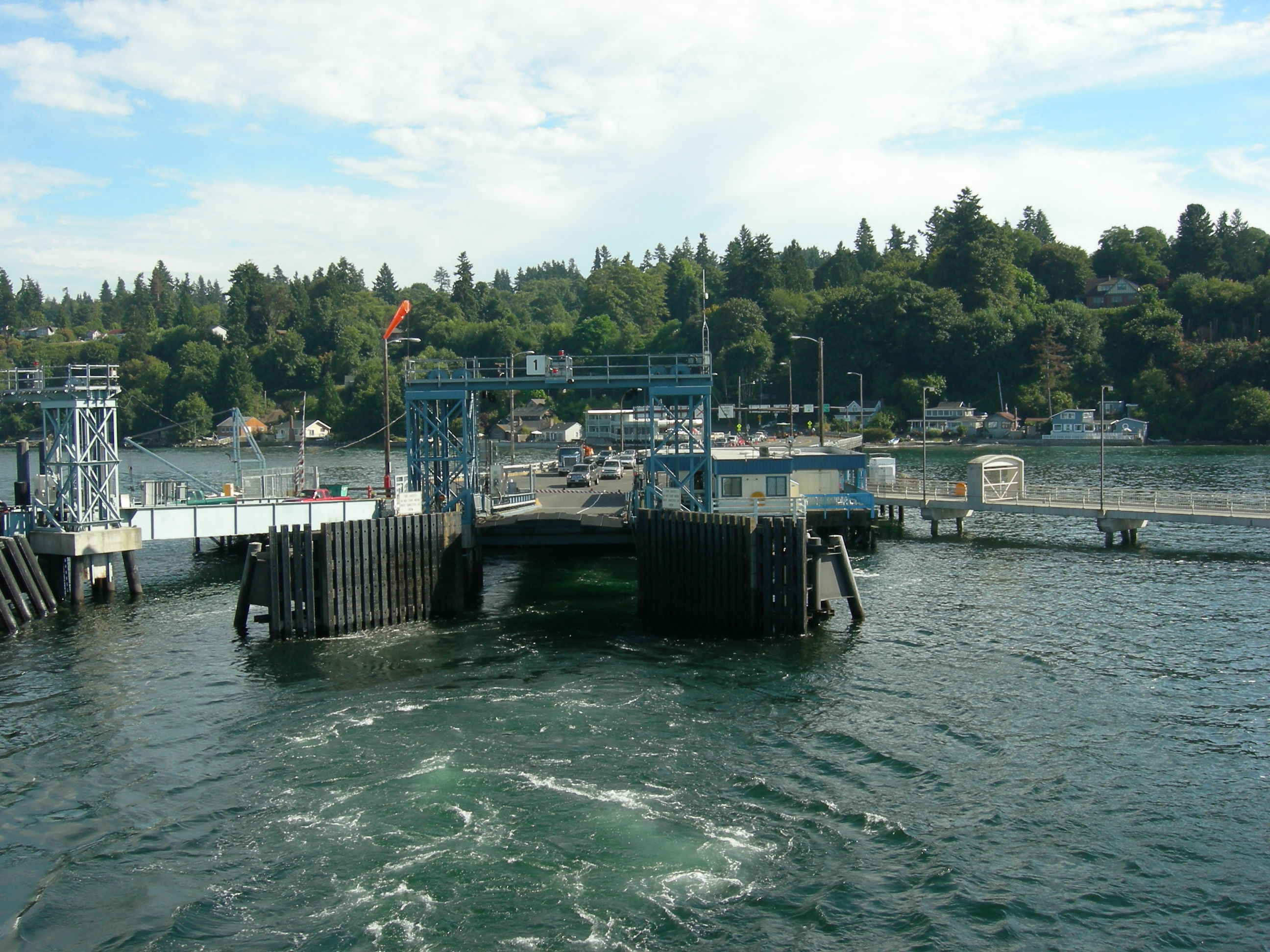
Nördliche Anlegestelle der Washington State Ferries (Vashon Heights)

Vashon ist ein Census-designated place (CDP), d. h. ein unselbständiges Gebiet, im King County im US-Bundesstaat Washington. Der CDP liegt auf der gleichnamigen Insel, die auch Vashon-Maury Island genannt wird und die größte Insel im Puget Sound südlich des Admiralty Inlets ist. Auf der Insel lebten zum Zeitpunkt des United States Census 2000 10.123 Personen. Das Pro-Kopf-Einkommen von Vashon liegt an 32. Stelle von 522 Census-designated places im Bundesstaat Washington.

## Geographie
Vashons geographische Koordinaten sind 47° 25′ N, 122° 28′ W (47,416198, −122,468211).
Nach den Angaben des United States Census Bureaus hat der CDP eine Fläche von 95,8 km²; sie ist damit 60 Prozent größer als Manhattan – die Einwohnerzahl ist allerdings 150 mal kleiner.

### Verkehr
Vashon ist nicht durch Brücken mit dem Festland verbunden, sondern kann durch zwei Fährverbindungen erreicht werden. Vom Fährterminal in Tahlequah verkehren Schiffe nach Tacoma und vom Vashon Heights Dock bei Point Vashon legen die Fähren nach Southworth und nach Fauntleroy in West Seattle sowie in die Downtown Seattles ab – diese Verbindung ist als Washington State Route 339 festgelegt.

## Geschichte
Die Insel erhielt ihren Namen am 28. Mai 1792 durch den Entdecker George Vancouver, der sie nach seinem Freund James Vashon von der Royal Navy benannte. Zu jener Zeit war Vashon Island von Maury Island getrennt. Heute verbindet eine durch das U.S Army Corps of Engineers aufgeschüttete Landenge die beiden Inseln.

## Demographie
Zum Zeitpunkt des United States Census 2000 bewohnten Vashon Island 10.123 Personen. Die Bevölkerungsdichte betrug 105,7 Personen pro km². Es gab 4867 Wohneinheiten, durchschnittlich 50,8 pro km². Die Bevölkerung Vashon Islands bestand zu 93,61 % aus Weißen, 0,45 % Schwarzen oder African American, 0,70 % Native American, 1,56 % Asian, 0,06 % Pacific Islander, 0,87 % gaben an, anderen Rassen anzugehören und 2,75 % nannten zwei oder mehr Rassen. 2,56 % der Bevölkerung erklärten, Hispanos oder Latinos jeglicher Rasse zu sein.
Die Bewohner Vashon Islands verteilten sich auf 4193 Haushalte, von denen in 30,9 % Kinder unter 18 Jahren lebten. 56,2 % der Haushalte stellten Verheiratete, 7,9 % hatten einen weiblichen Haushaltsvorstand ohne Ehemann und 32,3 % bildeten keine Familien. 23,8 % der Haushalte bestanden aus Einzelpersonen und in 8,0 % aller Haushalte lebte jemand im Alter von 65 Jahren oder mehr alleine. Die durchschnittliche Haushaltsgröße betrug 2,40 und die durchschnittliche Familiengröße 2,86 Personen.
Die Bevölkerung verteilte sich auf 23,2 % Minderjährige, 4,6 % 18–24-Jährige, 25,1 % 25–44-Jährige, 34,0 % 45–64-Jährige und 13,1 % im Alter von 65 Jahren oder mehr. Das Durchschnittsalter betrug 44 Jahre. Auf jeweils 100 Frauen entfielen 94,5 Männer. Bei den über 18-Jährigen entfielen auf 100 Frauen 91,0 Männer.
Das mittlere Haushaltseinkommen in Vashon Island betrug 58.261 US-Dollar und das mittlere Familieneinkommen erreichte die Höhe von 67.010 US-Dollar. Das Durchschnittseinkommen der Männer betrug 50.201 US-Dollar, gegenüber 36.426 US-Dollar bei den Frauen. Das Pro-Kopf-Einkommen belief sich auf 31.983 US-Dollar. 6,0 % der Bevölkerung und 4,6 % der Familien hatten ein Einkommen unterhalb der Armutsgrenze, davon waren 5,2 % der Minderjährigen und 2,2 % der Altersgruppe 65 Jahre und mehr betroffen.

## Wirtschaft
Die Wirtschaft der Insel ist geprägt durch eine wesentliche Anzahl von Pendlern, deren Arbeitsplätze meist in Seattle und Tacoma liegen, obwohl in der Vergangenheit Obstbaumplantagen und Erdbeerfarmen eine große Rolle im örtlichen Wirtschaftsleben gespielt haben. Der Druck durch die Urbanisierung hat die kommerzielle Landwirtschaft auf der Insel weitgehend eliminiert. Viele kleinere Landwirtschaftsbetriebe versorgen die Bewohner mit frischen Produkten wie Milch und Eiern. Die Tradition eines Erdbeerfestes jährlich im Juli wurde trotz des Strukturwandels beibehalten.
Die Insel verlor in den letzten Jahren eine Reihe von Arbeitgebern; K2 Sports verlegte seine Produktion in die Volksrepublik China und Seattle's Best Coffee schloss die Rösterei auf der Insel, nachdem SBC durch Starbucks übernommen wurde. Der größte Arbeitnehmer auf der Insel ist nunmehr Pacific Research Laboratories.

## Nennenswerte Einwohner
- Karen Cushman (* 1941), Jugendschriftstellerin, deren Werk The Midwife's Apprentice 1996 mit dem Newbery Award ausgezeichnet wurde.
- Berkeley Breathed (* 1957), Autor der politischen Comicstrip-Reihe Bloom County, wohnte hier einige Zeit und schrieb ein Kinderbuch über ein Fahrrad auf einem Baum – ein solches Objekt befindet sich tatsächlich auf der Insel.
- Booth Gardner (1936–2013), früherer Gouverneur des Bundesstaates Washington.
- Betty MacDonald (1907–1958), Schriftstellerin, lebte auf Vashon Island und siedelte die Handlung ihres Romans Onions in the Stew (deutscher Titel: Die Insel und ich, übersetzt von Elisabeth Schnack) hier an.
- Basil Poledouris (1945–2006), Filmkomponist, verbrachte hier die letzten vier Jahre seines Lebens.
- Dan Savage (* 1964), Herausgeber der Zeitung The Stranger und Autor der Sex-Ratgeber-Kolumne „Savage Love“, lebte mit seinem Lebenspartner und einem adoptierten Sohn hier.
- Edith Derby Williams (1917–2008), Historikerin und Enkelin des früheren US-Präsidenten Theodore Roosevelt, lebte von den 1960er Jahren bis zu ihrem Tod auf der Insel.
- Eyvind Kang (* 1971), Komponist und Musiker, lebt hier.
- Paul Seibert (1921–1997), Sachbuchautor.

## Sehenswürdigkeiten
Auf Vashon Island befindet sich eines der wenigen russisch-orthodoxen Klöster in den Vereinigten Staaten, das Kloster des Allbarmherzigsten Heilands.